# National Football League 1956
La stagione NFL 1956 fu la 37ª stagione sportiva della National Football League, la massima lega professionistica statunitense di football americano. La finale del campionato si disputò il 30 dicembre 1956 allo Yankee Stadium di New York e vide la vittoria dei New York Giants sui Chicago Bears per 47 a 7. La stagione iniziò il 30 settembre 1956 e si concluse con il Pro Bowl 1957 che si tenne il 13 gennaio al Los Angeles Memorial Coliseum.

## Modifiche alle regole
- Venne deciso di vietare il face mask tranne se effettuato sul portatore di palla.
- Venne stabilito che l'azione è terminata appena il giocatore in possesso di palla, dopo essere stato toccato da un avversario, tocchi il terreno con una qualsiasi parte del corpo che non siano mani o piedi.
- Venne vietata ogni comunicazione via radio con i giocatori in campo.
- Venne vietato l'uso di qualsiasi oggetto durante i tentativi di field goal o di extra point.

## Stagione regolare
La stagione regolare si svolse in 12 giornate, iniziò il 30 settembre e terminò il 23 dicembre 1956.

### Risultati della stagione regolare
- V = Vittorie, S = Sconfitte, P = Pareggi, PCT = Percentuale di vittorie, PF = Punti Fatti, PS = Punti Subiti
- Nota: nelle stagioni precedenti al 1972 i pareggi non venivano conteggiati nel calcolo della percentuale di vittorie.

| Eastern Conference  |   |   |   |     |     |     |
| Squadra             | V | S | P | PCT | PF  | PS  |
| New York Giants     | 8 | 3 | 1 | 727 | 264 | 197 |
| Chicago Cardinals   | 7 | 5 | 0 | 583 | 240 | 182 |
| Washington Redskins | 6 | 6 | 0 | 500 | 183 | 225 |
| Cleveland Browns    | 5 | 7 | 0 | 417 | 167 | 177 |
| Pittsburgh Steelers | 5 | 7 | 0 | 417 | 217 | 250 |
| Philadelphia Eagles | 3 | 8 | 1 | 273 | 143 | 215 |

| Western Conference  |   |   |   |     |     |     |
| Squadra             | V | S | P | PCT | PF  | PS  |
| Chicago Bears       | 9 | 2 | 1 | 818 | 363 | 246 |
| Detroit Lions       | 9 | 3 | 0 | 750 | 300 | 188 |
| San Francisco 49ers | 5 | 6 | 1 | 455 | 233 | 284 |
| Baltimore Colts     | 5 | 7 | 0 | 417 | 270 | 322 |
| Green Bay Packers   | 4 | 8 | 0 | 333 | 264 | 342 |
| Los Angeles Rams    | 4 | 8 | 0 | 333 | 291 | 307 |

## La finale
La finale del campionato si disputò il 30 dicembre 1956 allo Yankee Stadium di New York e vide la vittoria dei New York Giants sui Chicago Bears per 47 a 7.

## Vincitore
| Vincitori del Campionato NFL 1956 150px New York Giants 4º titolo |